# Jean Baptiste Blanchard
Pour les articles homonymes, voir Blanchard.
Ne doit pas être confondu avec Jean-Baptiste Blanchard.
Jean Baptiste Blanchard, né le 12 octobre 1731 à Tourteron (Ardennes), mort le 24 mai 1797 ou le 15 juin 1797 à Tourteron, est pédagogue français.

## Biographie
Il fit ses premières études avec son oncle, provincial des Jésuites, qui le mit ensuite sous la direction de ses confrères. Ses progrès furent si rapides qu'il avait fini ses classes à l'âge de treize ans. Devenu membre de la société des Jésuites, il enseigna d'abord les humanités au collège de Nancy et dès qu'il eut atteint sa vingtième année, on le chargea de professer la rhétorique à Metz, puis à Verdun et à Pont-à-Mousson.
Comme son âge ne lui avait pas permis de prononcer les quatre vœux, il se retira de l'ordre des Jésuites en 1762 et vint rejoindre sa famille à Tourteron. 
Après la dissolution, en France, de l'ordre, en 1764, il fut banni et s'enfuit en Belgique et se réfugia chez la famille Moreau de Brioul, qui lui offrit asile à Namur. Il se consacra à l'éducation des enfants de la famille.
Vers 1770, il eut la permission de revenir en France, dans sa famille ; puis un canonicat de la collégiale d'Avenay, dans le diocèse de Reims, vint à vaquer et on le lui conféra ; il en jouit jusqu'en 1790.
En 1777, l'académie de Châlons lui décerna un accessit sur le prix de l'année qui avait pour sujet: « Les moyens de détruire la mendicité y en rendant les mendians utiles à l'état sans les rendre malheureux », il compose le 3e volume de L’École des mœurs (mais retranché dans l'édition en 6 volumes).
Ses livres destinés à l'éducation eurent longtemps une grande vogue.

## Publications
- Le Temple des Muses fabulistes, ou choix des plus belles Fables des meilleurs fabulistes français, avec des remarques historiques, géographiques, morales et critiques, Liége : Bassompière, 1766, 2 vol., in 12°
- Le Poète des Mœurs ou les Maximes de la sagesse, avec des remarques morales et historiques, Namur : J.-F. Stapleaux, 1772, 2 vol., in-12° [6],[7].
- Préceptes pour l'éducation des deux sexes, à l'usage des familles chrétiennes, Lyon : Bruyset, 1803, 2 vol. in-12° [8].